# 到達のアクタ
『到達のアクタ』（とうたつのアクタ）は、信楽優楽による日本の漫画。『週刊ヤングマガジン』（講談社）にて、2025年18号より連載中。

## 沿革
2025年3月31日から連載開始。
単行本第1巻が発売された際には、たらちねジョン・野田彩子・松浦だるまからコメントが寄せられた。

## あらすじ
母のような女優になりたいと思って演技へ真剣に取り組む少女天津アリサ。そんな彼女の学校に同じく演技に興味を持つ転校生・黒川凪がやってくる。学芸会での凪の演技に感銘を受けたアリサは彼女を芸能界へスカウトする。そんな中、アリサの祖父健三郎はアリサに別の才能を見出した。

## 登場人物
天津 アリサ（あまつ アリサ）
女優。16歳。青髪短髪。森川プロダクション所属。女優の母親を尊敬して演技にしっかり取り組んでいる。小学生時代、転校生凪の芸能界での活躍で一時期演技への情熱を失うも、祖父健三郎の助言で自信を取り戻して偉大な役者になると誓う。周りが見れなくなるほど集中する。初のオーディションでは時間内にシナリオを構築して周りの演者の活かす演技をして合格。鯛焼き好き。
黒川 凪（くろかわ なぎ）
女優。15歳。黒髪短髪。小学生時代、アリサと仲良くなる。学芸会での演技に心を震わされたアリサによって芸能界へスカウトされて女優として活躍。前の演技が生活に影響するほどのめり込みやすく、学芸会の際は役作りのために断食するほど。
新井 真（あらい まこと）
俳優。18歳。染髪短髪。森川プロダクション所属。後輩で親戚のアリサに色々と振り回される。
西城 三夏（さいじょう みか）
女優。16歳高校1年生。染髪短髪。小学2年生から劇団カシスに入っている。アリサらと同じオーディション参加で合格して真に好意を持つもアリサに対しては敵対心を持つ。
花澤 詩音（はなざわ しおん）
女優。大人気アイドルグループCraftのセンター。映画主演を務める。
猫田（ねこだ）
凪のマネージャー。前の演技の影響で動けない彼女を台車で運んでいた。
天津 亜希（あまつ あき）
女優。アリサの母。染髪短髪。人の演技を見る時、周りが見れなくなるほど集中する。凡人が移るのはいやという理由で祖父の映画は見ない。凪に会ったことでアリサに対してあまり見なくなる。
天津 健三郎（あまつ けんざぶろう）
映画監督。アリサの祖父。坊主。凪の演技で自信を失っていたアリサにアドバイスを送って一緒に暮らすように勧める。

## 用語
森川プロダクション（もりかわプロダクション）
アリサらが所属する芸能プロダクション。
∞movie(インフィニティームービー)
映像制作会社。アリサと凪はそこでのキャスト顔合わせ会で再会した。

## 書誌情報
- 信楽優楽『到達のアクタ』講談社〈ヤンマガKCスペシャル〉、既刊1巻（2025年7月4日現在）
  1. 2025年6月6日発売[2][3]、ISBN 978-4-06-540017-3